# Lilla Torg Fotbollförening
O Lilla Torg Fotboll, ou simplesmente Lilla Torg FF, é um clube de futebol da Suécia fundado em 2006. Sua sede fica localizada em Malmö.